# Mongólia
Mongólia Belső-Ázsiában található ország. Északról Oroszország, délről a Kínai Népköztársaság határolja, tengerpartja nincsen. Területének nagy része füves puszta, északon és nyugaton magas hegyekkel, délen a Góbi-sivataggal. Fővárosa Ulánbátor, itt él a népesség egyharmada.
A Mongol Birodalom valamikor a világ legnagyobb, összefüggő területtel rendelkező állama volt; bár utódállama még a világ 18. legnagyobb országa, népessége 2025-ben csak mintegy 3,5 millió fő, a gazdasági ereje pedig elhanyagolható.
A Föld legritkábban lakott országában a lakosság mintegy 30%-a a 21. században is félnomád vagy nomád; a lóra épülő kultúra továbbra is szerves része a hagyománynak. A tibeti buddhizmus a lakosság többségének a vallása, de a hosszú vallásellenes múlt következményeként a nem vallásosak a második legnagyobb csoportot alkotják (kb. 40%). A lakosok túlnyomó többsége etnikai mongol, kis részét kazakok és más etnikai kisebbségek teszik ki, akik különösen a nyugati régiókban koncentrálódnak.

## Földrajz

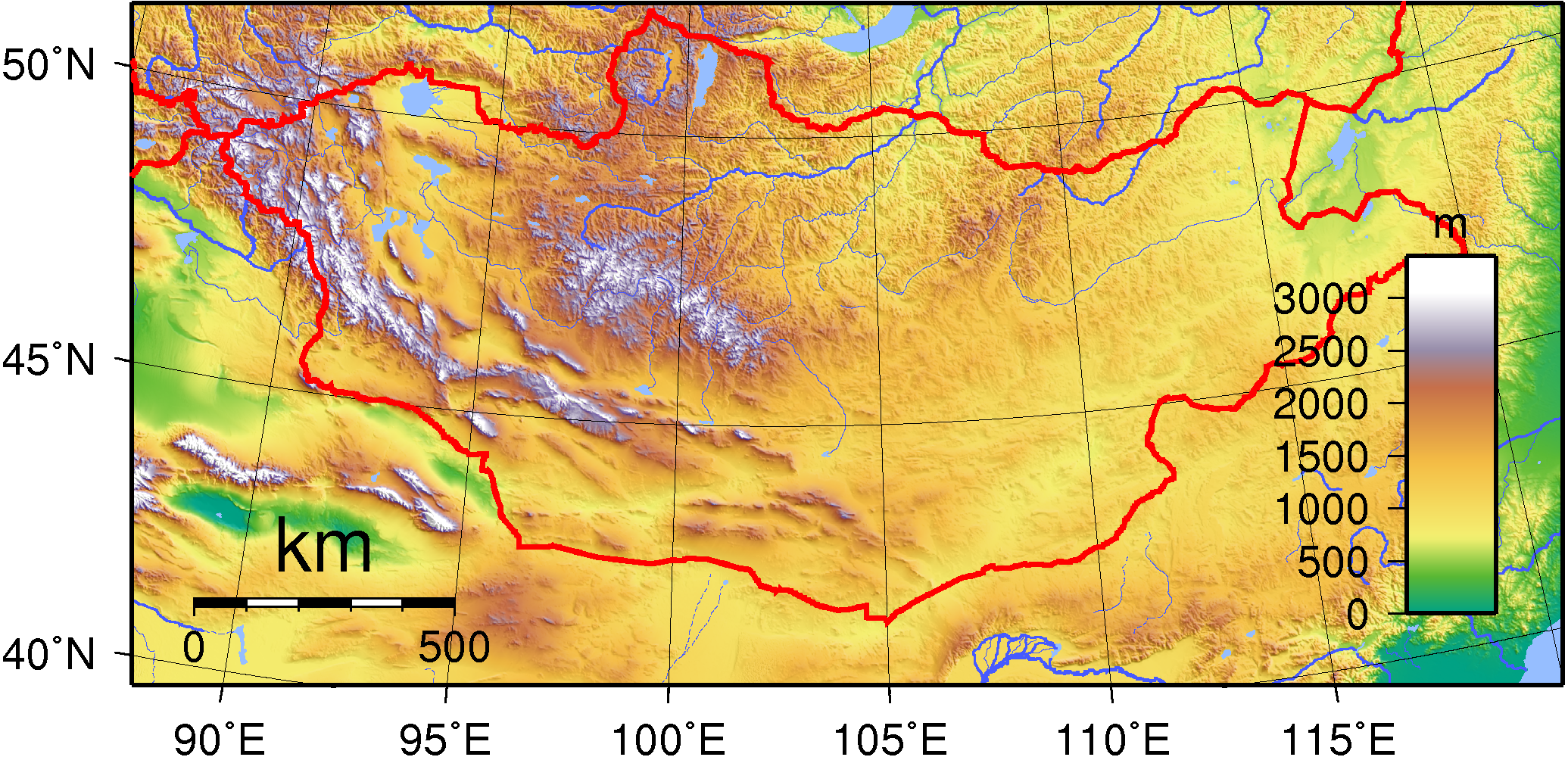
Mongólia domborzati térképe

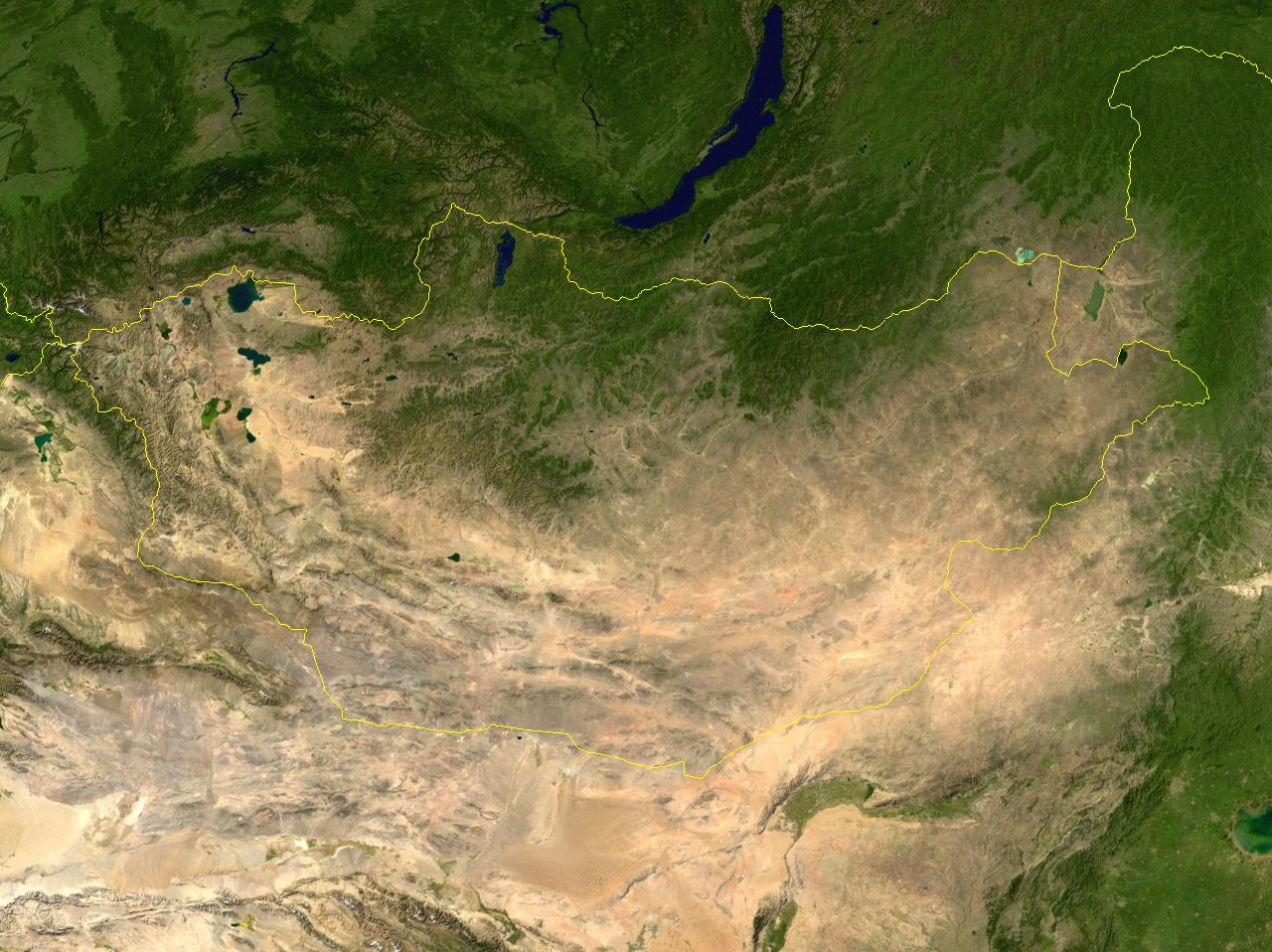
Mongólia műholdas képe

Mongólia teljes határvonala 8220 km, ebből 3643 km jut Oroszországra és 4677 km Kínára.

### Domborzat
Felszínének legnagyobb része 1000 méter feletti fennsík és hegyvidék. Délkeleti felén fekszik a Góbi kő- és homoksivatag. Nyugaton a Mongol- és Góbi-Altaj, az ország közepén a Hangáj-hegység, Ulánbátortól keletre a Hentij-hegység húzódik. Legmagasabb pontja a Hujtun-csúcs (4374 m), ami a Mongol-Altajban található, míg az ország legalacsonyabb pontja a Hoh-tónál van (518 m).
Nagyobb folyói a Szelenge, az Orhon és a Herlen, amik észak-északkelet felé folynak. Az ország kétharmad része lefolyástalan terület, ezért sok tava sós vizű. Ilyen például legnagyobb tava, az Uvsz-tó (3350 km²) és az ugyancsak északnyugaton található Hjargasz-tó, de a Góbi sivatag tavai is nagyrészt sósak. Legmélyebb és egyben legnagyobb édesvizű tava az orosz határ közelében található Hövszgöl-tó, aminek legnagyobb mélysége 262 méter.

### Éghajlat
Éghajlata száraz, szélsőségesen kontinentális, az éves csapadék mennyisége 200 mm. Október és március között Észak-Mongólia fölött egy hosszan tartó magas légnyomású terület megakadályozza a nedves, meleg levegő bejutását az országba, ezért a telek különösen hidegek és szárazak, ritkán esik hó. A januári középhőmérséklet -20 °C, de a mélyebben fekvő területeken elérheti a -50 °C-ot is. A rövid nyáron a meleg nappalok ellenére az éjszakák hűvösek, a júliusi középhőmérséklet északon 18, délen 26 °C. A fővárost Ulánbátort – annak ellenére, hogy egy szélességi körön fekszik Budapesttel – a Föld leghűvösebb átlaghőmérsékletű fővárosaként tartják számon.

### Élővilág, természetvédelem
Az ország túlnyomó része füves puszta, más néven sztyeppe, amit csak a déli területeken vált fel sivatag. A szélsőséges éghajlat miatt összefüggő erdők csak a tavak, folyók környékén és a csapadékosabb hegyoldalakon alakultak ki. Ez mindössze 13,7 millió hektár, az ország területének csupán 8,8%-a.
- Dél-bajkáli terület: (Hentij-hegység, Hövszgöl-tó környéke) – szibériai cirbolyafenyő (Pinus sibirica), erdeifenyő (Pinus sylvestris), szibériai luc (Picea obovata), szibériai vörösfenyő (Larix sibirica), szibériai jegenyefenyő (Abies sibirica), nagylevelű nyír (Betula platyphylla).
- Hangháj-hegység és környéke: (Az ország erdeinek háromnegyede ezen a területen található.) – szibériai vörösfenyő (Larix sibirica), nagylevelű nyír (Betula platyphylla).
- Középázsiai-terület: (Góbi-sivatag) – szakszaul (Haloxylon ammodendron)

Mongolul a 'gobi' köznév. Olyan száraz sztyeppet jelent, ahol a teve megél. Megkülönböztetik az igazi sivatagtól, ahol a teve nem él meg. A különbség a kívülálló számára nem mindig egyértelmű. 
Mongólia faunájának és különösen rovarvilágának úttörő jelentőségű, 1960-as évekbeli feltárása a magyar Kaszab Zoltán nevéhez fűződik.

#### Nemzeti parkjai
- Altaj Tavan Bogd (Таван богд) Nemzeti Park
- Góbi Gurvanszajhan (Гурвансайхан) Nemzeti Park
- Gorhi-Tereldzs (Горхи-Тэрэлж) Nemzeti Park - 66 km műúton Ulánbátorból. Egy hágó és kolostor.
- Husztajn Nurú (Хустайн нуруу) Nemzeti Park - Przewalski-ló élőhelye.
- Hövszgöl-tó Nemzeti Park
- Horgo-vulkán (Хорго) - Cagán-tó (Тэрхийн Цагаан нуур) Nemzeti Park
- Dél-Altaj - Góbi Nemzeti Park
- Cambagarav Lul Nemzeti Park - glaciális táj, hópárduc él itt.

#### Természeti világörökségei
Az Oroszországhoz tartozó Tuvai Köztársasággal közös természeti világörökség az Uvsz-tó-medence, az Uvsz-tó lefolyástalan sós tó környéke.

## Történelem

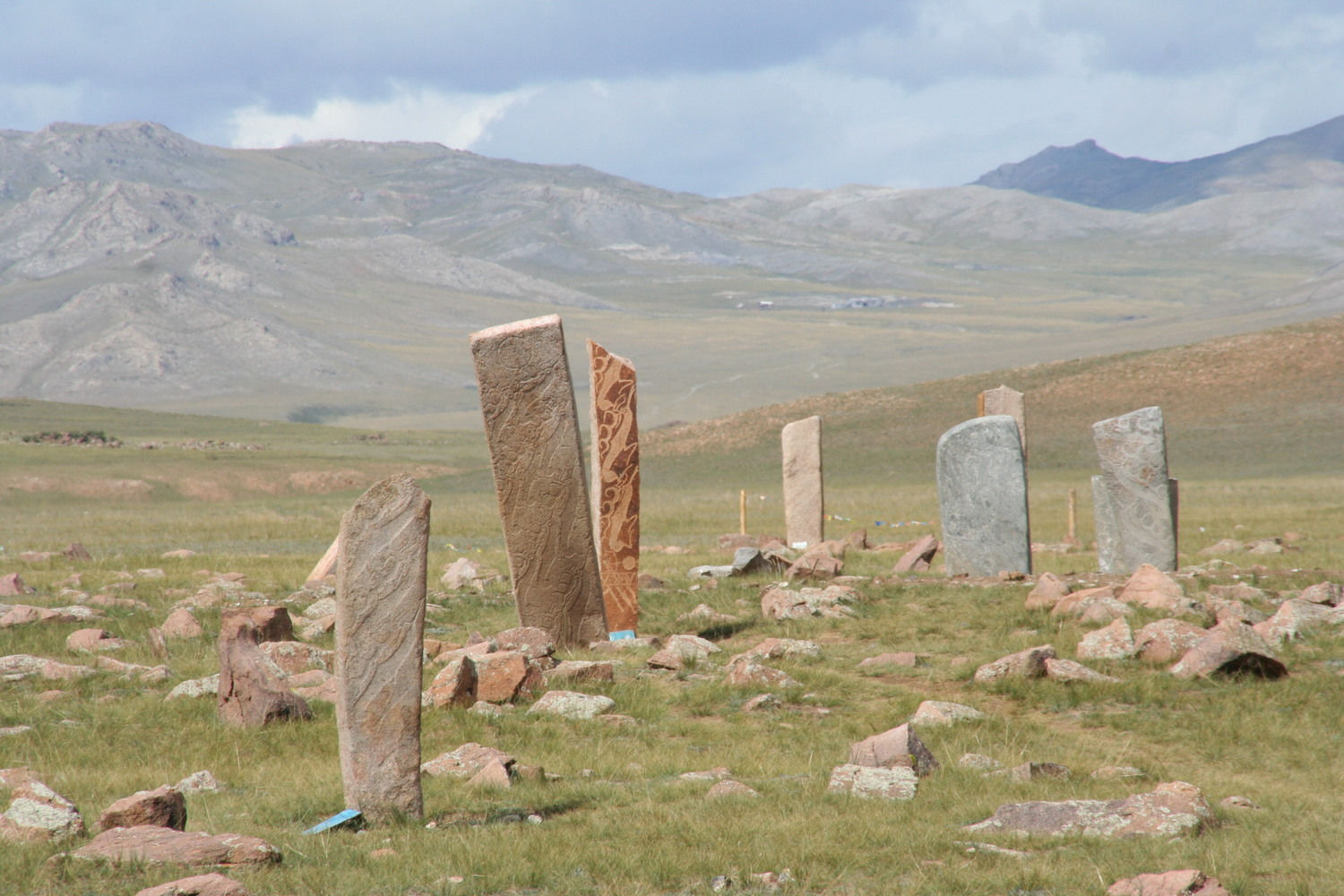
Ősi megalitok Mörön közelében

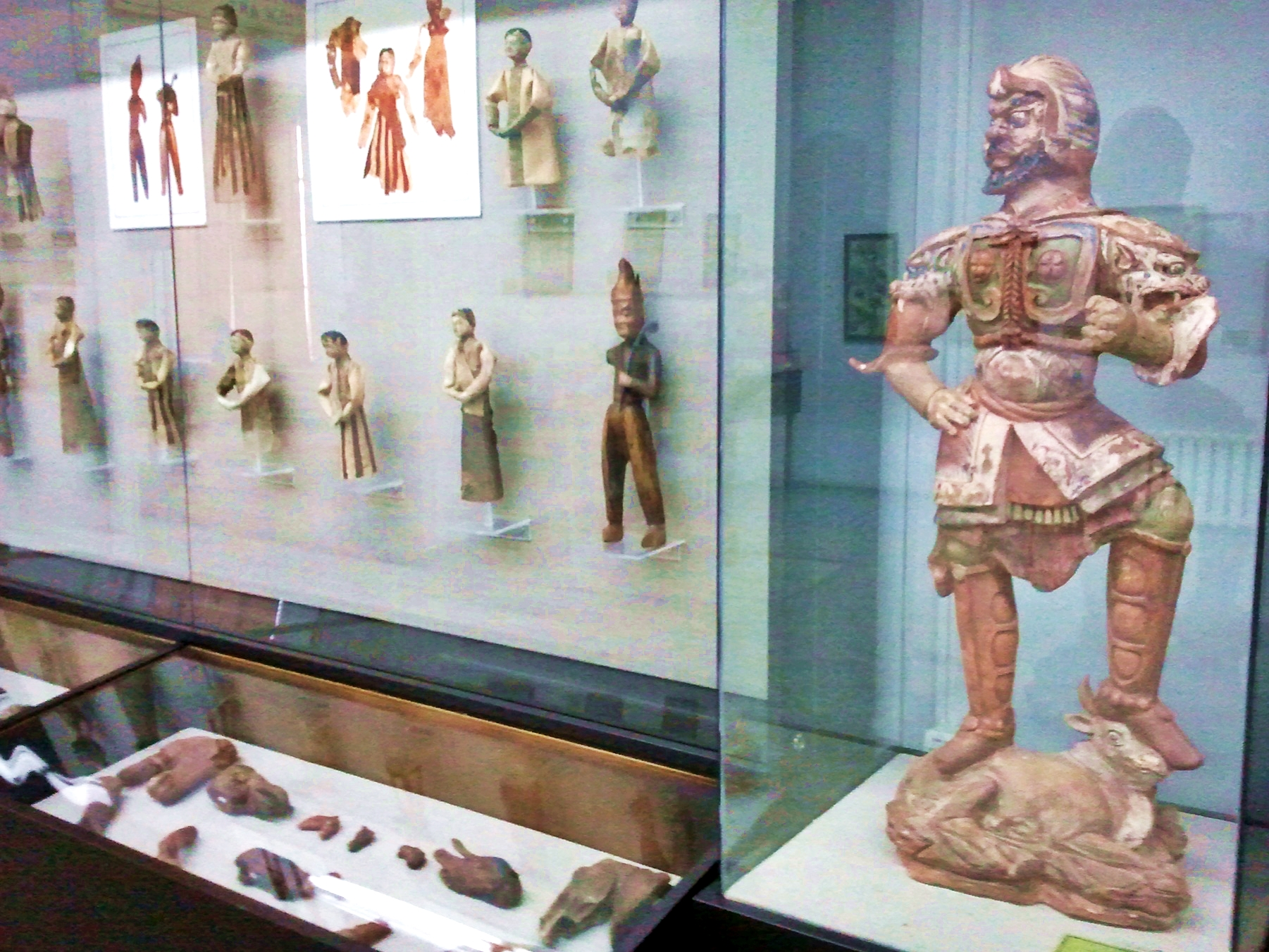
Ulánbátortól 180 km-re talált 7. századi műtárgyak

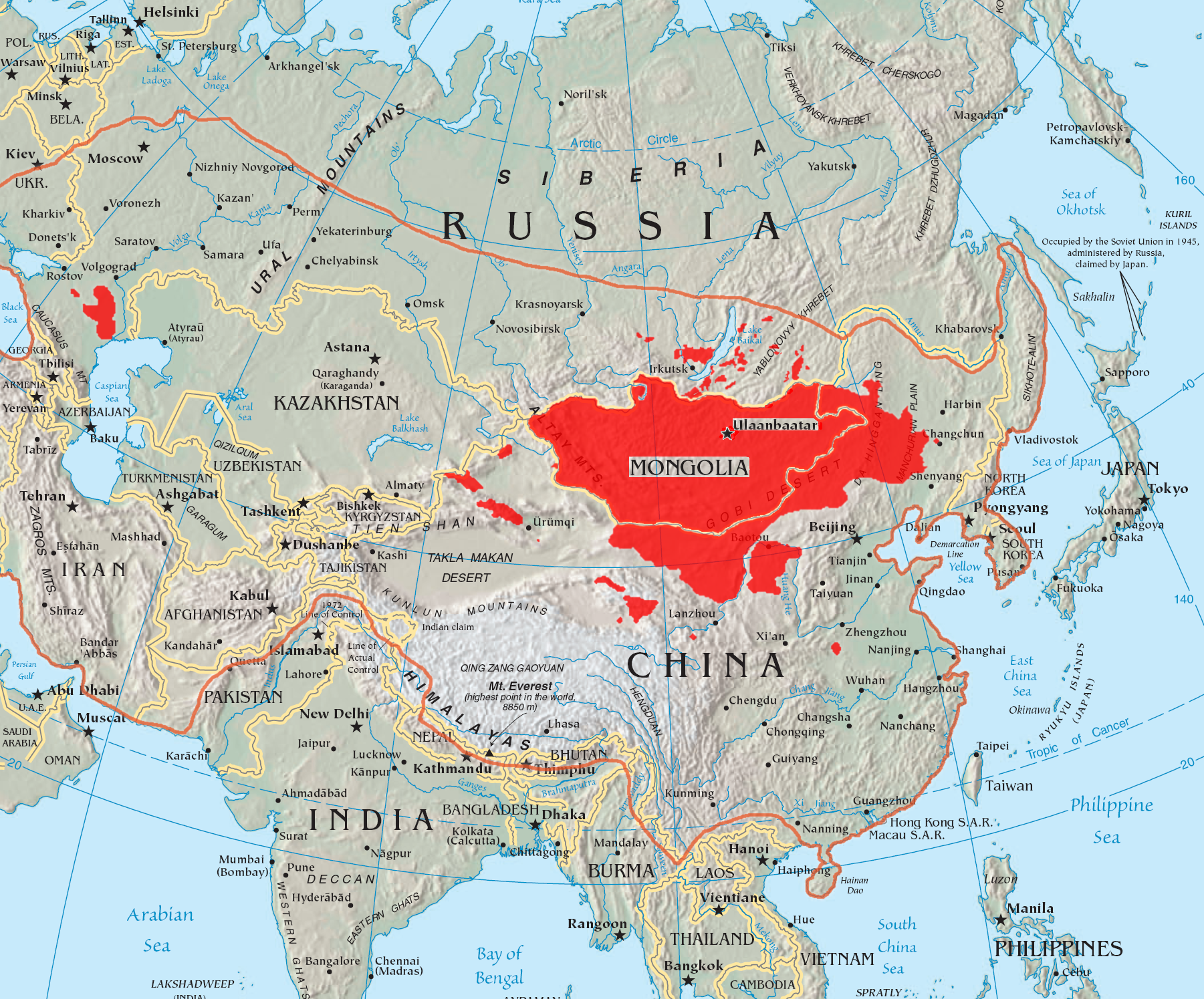
A térkép a 13. századi Mongol Birodalom határait veti egybe a modern Mongólia határával. A pirossal jelzett területek a jelenleg mongol nyelvűekkel lakott régiókat mutatják.

Területe már az ősidőktől lakott volt, az i. e. 3. században hun törzsek hódították meg. A hun törzsszövetségek támadásai nagy veszélyt jelentettek a nem sokkal korábban létrejött kínai császárság számára, ezért azok a Qin-dinasztia alatt elkezdték építeni a kínai nagy falat. A hunok elvándorlása után a mongol terület türk törzsek birtokába került, a 6–8. században a türk kánság része volt, majd a 8. és 9. században az ujgur kánsághoz tartozott.
Később területén mongol törzsek telepedtek le, elszigetelten, önálló kánságokat alkotva. A mongol törzseket Dzsingisz kánnak sikerült egyesítenie 1206-ban, és ezzel elkezdődött a Mongol Birodalom virágzása.
A hódítások során a birodalom területe gyorsan nőtt, fénykorában elérte a 35 millió négyzetkilométert, és ezzel mindmáig a történelem legnagyobb összefüggő területű birodalma lett. A birodalom viszonylag rövid ideig állt fenn, nem sokkal azután, hogy elérte legnagyobb kiterjedését, Kubiláj kán uralkodása alatt a Dzsingisz kán fiai közt felosztott területek függetlenedtek, és önálló államalakulattá szerveződtek.
A birodalom szétesése után 1634-től Mongólia fokozatosan mandzsu-kínai uralom alá került, és az országban elterjedt a buddhizmus tibeti irányzata. A 250 éves mandzsu elnyomás után 1911-ben Külső-Mongólia, Tibettel egyidőben függetlenedett Kínától. Tibet és Mongólia ekkor kölcsönös barátsági és szövetségi szerződést kötöttek, de azt sem a nagyhatalmak, sem Kína nem ismerte el. Az oroszországi Nagy Októberi Szocialista Forradalom után 1919-ben Kína megtámadta és elfoglalta Mongóliát.
A kínai megszállást követően zűrzavar uralkodott el az országban. Az Ázsiai Lovashadosztály élén Ungern báró 1920-ban betört az országba, és az elmozdított Bogdo Kán megsegítésére sietett. Győzelmeinek köszönhetően elűzték a kínaiakat, és rövid időre 1921. március 13-án kikiáltották a független monarchiát. Az Ungern kán néven is elhíresült orosz fehérhadseregét a Vörös Hadsereg megsemmisítette. Ezek után a monarchia pártolói alulmaradtak a Szovjetunió által támogatott mongol kommunistákkal folytatott küzdelmekben, és 1924-ben kikiáltották a Mongol Népköztársaságot.
A Mongol Népköztársaság szorosan kötődött a Szovjetunióhoz. A mérsékelt politikusok háttérbe szorultak, majd 1936-ban a Mongol Forradalmi Néppárt vezetője, Horlógín Csojbalszan került Mongólia élére. Hogy hatalmát megszilárdítsa, Sztálint követve tisztogatásba kezdett, és egy kivétellel minden lámaista kolostort felszámolt. A tisztogatások és a lámák tömeges kivégzése körülbelül 25-30 000 ember életét követelték.
1936-ban Mongólia kölcsönös segítségnyújtási szerződést kötött Szovjetunióval, ennek köszönhetően a második világháború elején, 1939-ben elhárították Japán támadását a halhín-goli csatában. 1945-ben a szovjet csapatok Mongóliát használva kiindulópontul Belső-Mongólia Autonóm Terület területén (amely ma is Kína része) megtámadták a japán csapatokat. A kialakult helyzetet kihasználva Mongólia rákényszerítette a Kínai Köztársaságot Külső-Mongólia függetlenségének elismerésére, ami egy népszavazás útján meg is történt (melyet a később megalakult Kínai Népköztársaság is elfogadott).
Csojbalszan 1952. január 26-i halála után Jumdzságín Cedenbal került hatalomra. Cedenbal Hruscsovot követte, aki elítélte Sztálin személyi kultuszát, így Mongóliában is hanyatlott az előző vezető, Csojbalszan népszerűsége. Szakítottak a háborús politikával, és megújították nemzetközi kapcsolataikat Észak-Koreával és Kelet-Európával. Mongólia 1961 óta az ENSZ tagja. 1984-ben Cedenbal súlyosan megbetegedett, ezért nyugdíjazták, utódja Dzsambin Batmönh lett.
1990-ben a kommunista kormány lemondott. Az első szabad választásokat 1990. július 29-én tartották, amelyet a már működő több párt közül elsöprő többséggel a Forradalmi Néppárt nyerte meg. 1992-ben elfogadták az új alkotmányt, ami eltörölte a népköztársaságot, 1991-től az ország hivatalos neve Mongol Köztársaság.

## Politika és közigazgatás

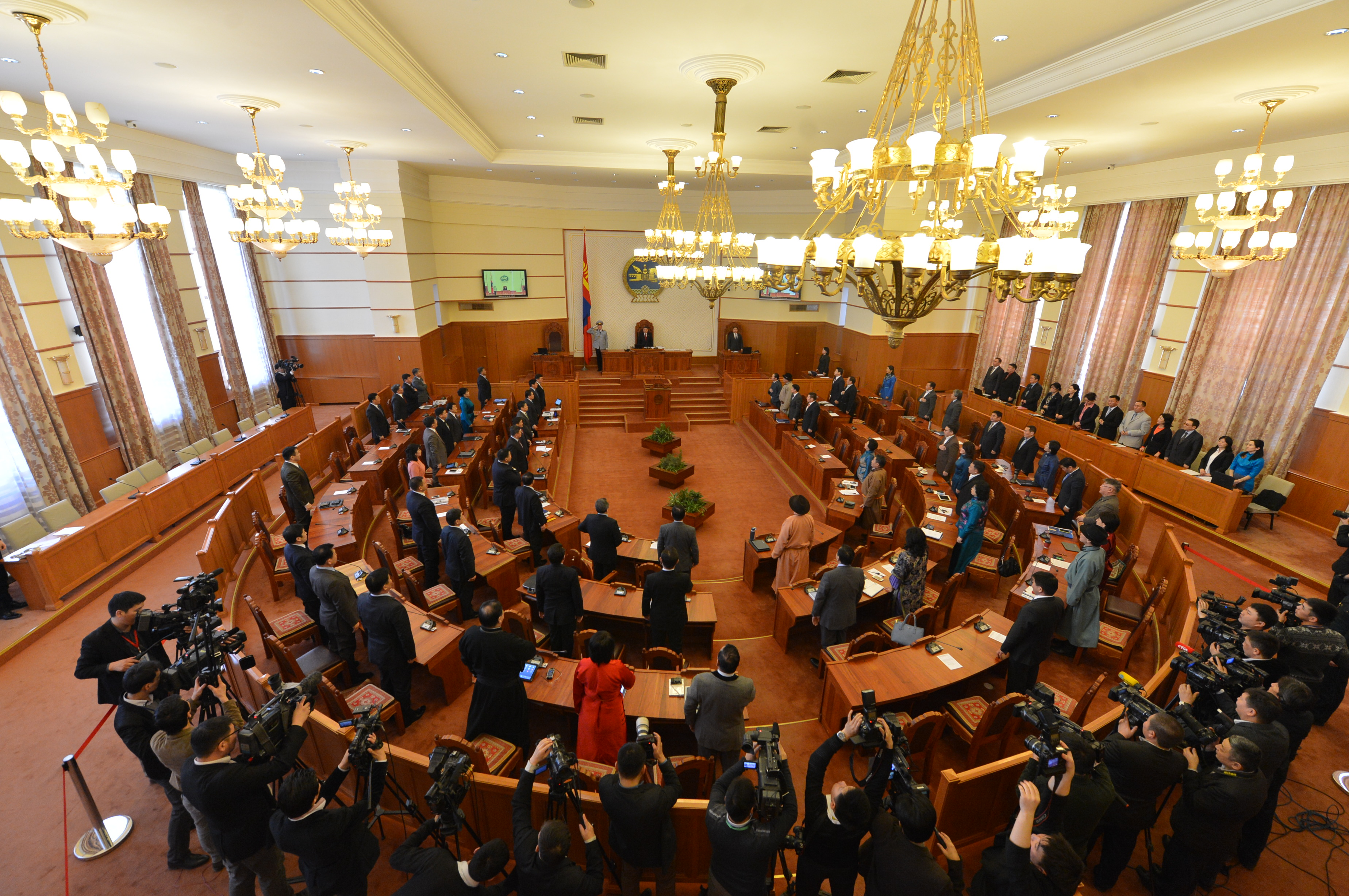
A parlament ülésterme

Az ország félelnöki rendszerű, képviseleti demokrácián alapuló köztársaság, közvetlenül választott elnökkel. A 76 fős egykamarás parlament (Nagy Hurál) tagjait négy évre választják.

### Politikai pártok
1921-től a rendszerváltásig a Mongol Forradalmi Néppárt volt hatalmon, azóta a Mongol Demokrata Párt és a Forradalmi Néppárt váltja egymást.
2022-ben számos politikai párt működik; a legnagyobbak a Mongol Néppárt és a Demokrata Párt. 2022-ben a szociáldemokrata Mongol Néppárt van hatalmon.

### Jogállamiság
A Freedom House 2022-es jelentése »szabad« kategóriába sorolta az országot.
Az 1990-es békés forradalmat követően Mongólia többpárti választásokat kezdett tartani, és választási demokráciává nőtte ki magát. A politikai jogok és a polgári szabadságjogok szilárdan intézményesültek, de a széles körben elterjedt korrupció hátráltatja a további fejlődést.

### Közigazgatási beosztás
Mongóliának a megyei jogú fővároson, Ulánbátoron kívül 21 tartománya van, amiket mongol nyelven ajmagnak neveznek. Minden ajmag járásokra (szum) osztható, amikből összesen 315 található.

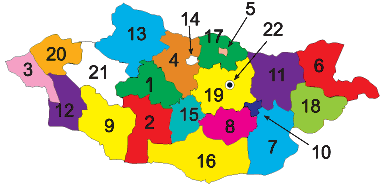
Mongólia megyéi

| |  | |
| 1. Észak-Hangáj (Cecerleg) 2. Bajanhongor (Bajanhongor) 3. Bajanölgij (Ölgij) 4. Bulgan (Bulgan) 5. Darhan-Úl (Darhan) 6. Keleti (Csojbalszan) 7. Kelet-Góbi (Szajnsand) 8. Közép-Góbi (Mandalgovi) 9. Góbi-Altaj (Altaj) 10. Góbi-Szümber (Csojr) 11. Hentij (Öndörhán) |  | 12. Hovd (Hovd) 13. Hövszgöl (Mörön) 14. Orhon (Erdenet) 15. Dél-Hangáj (Arvajhér) 16. Dél-Góbi (Dalandzadgad) 17. Szelenga (Szühebátor) 18. Szühebátor (Barún-Urt) 19. Központi (Dzúnmod) 20. Uvsz (Ulángom) 21. Dzavhan (Uljásztaj) 22. Ulánbátor (főváros) |

## Népesség

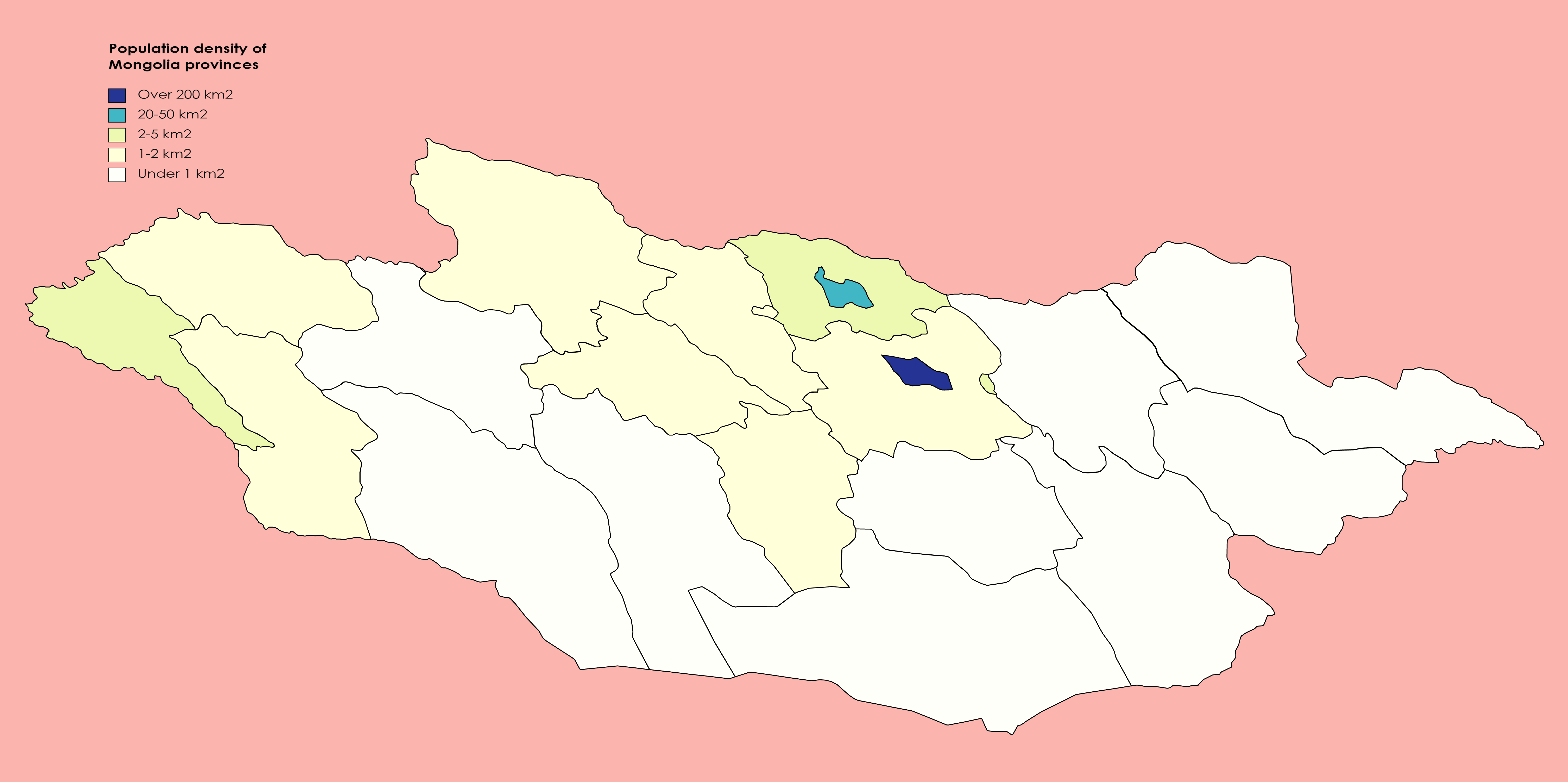
Mongólia népsűrűsége 2020-ban

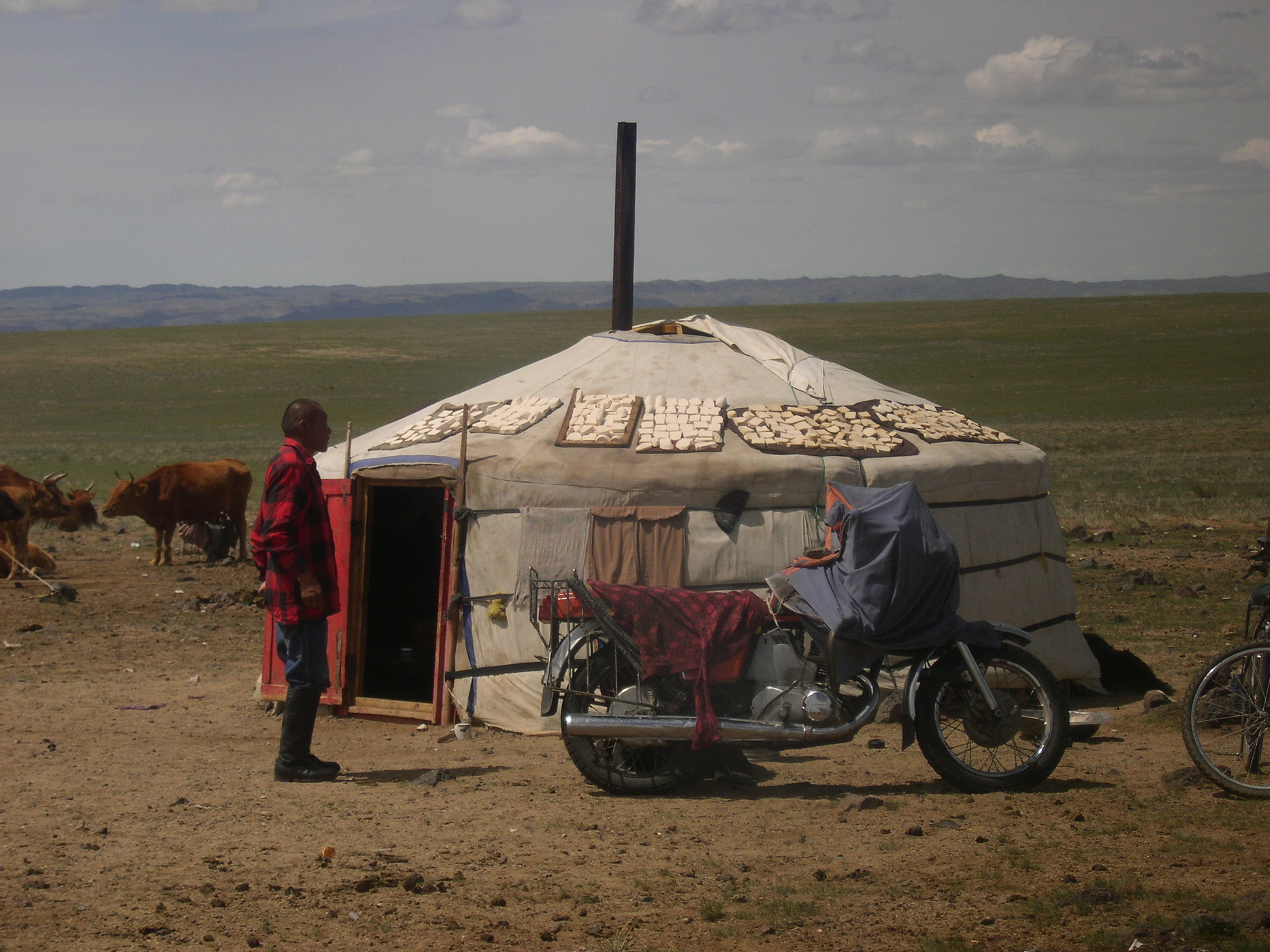
A sztyeppén sokan laknak jurtában

### Általános adatok
- Népesség: 3,3 millió fő (2020)[10]
- Népsűrűség: kb. 2 fő/km²
- Népességnövekedés: 1,46% (2006 becslés)
- Születéskor várható átlagos élettartam: férfiak 62 év, nők 67 év (2006 becslés)
- Életkor szerinti megoszlás: 0-14 éves 27,9%, 15-64 éves 68,4%, 65 év feletti 3,7% (2006)

### Legnépesebb városok

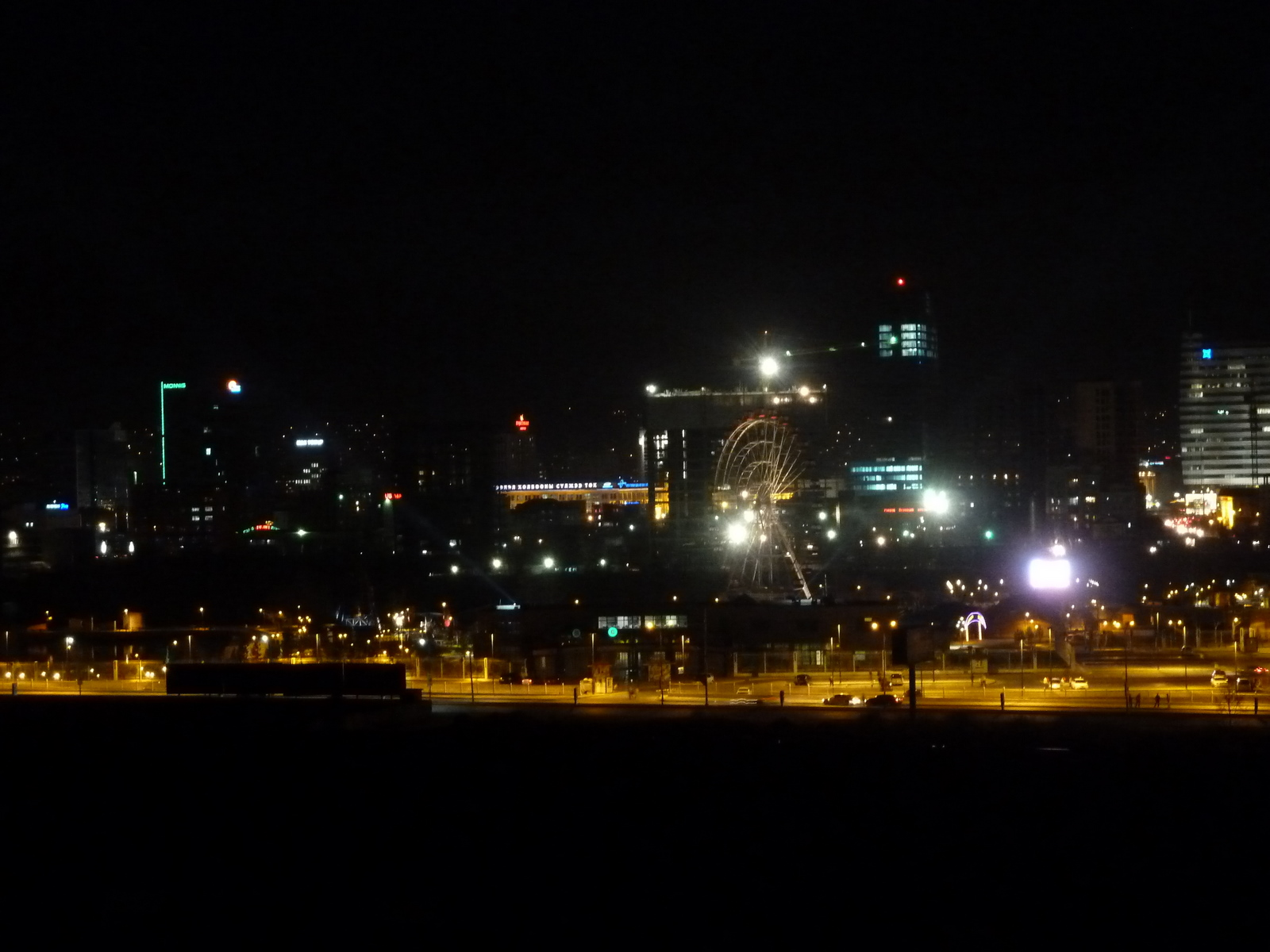
Ulánbátor éjszaka

### Népességének változása
| Lakosok száma | 955 508 | 1 139 955 | 1 356 666 | 1 646 290 | 1 921 881 | 2 217 937 | 2 335 723 | 2 496 248 | 2 712 738 | 3 409 939 |
|               | 1960    | 1966      | 1972      | 1979      | 1985      | 1991      | 1997      | 2004      | 2010      | 2021      |

### Etnikai, nyelvi megoszlás
- Hivatalos nyelv: mongol
- Írásrendszer: cirill ábécé
  - 2025. január 1-től a hagyományos mongol írás is hivatalosan használható lett a jogi és a hivatalos dokumentumokban, – a régóta használt cirillbetűs írásmód mellett.[11]
- Népek: halha mongol 86%, kazah 5%, dörvöd mongol 3%, bajad 2%, burját 2%, dariganga mongol 1%, egyéb 1% (1999)

### Vallási megoszlás
- Vallások: buddhista (lámaista) 53%, sámánhívő 3%, muszlim 3%, keresztény 2%, felekezeten kívüli 39% (2010[12])

## Közlekedés

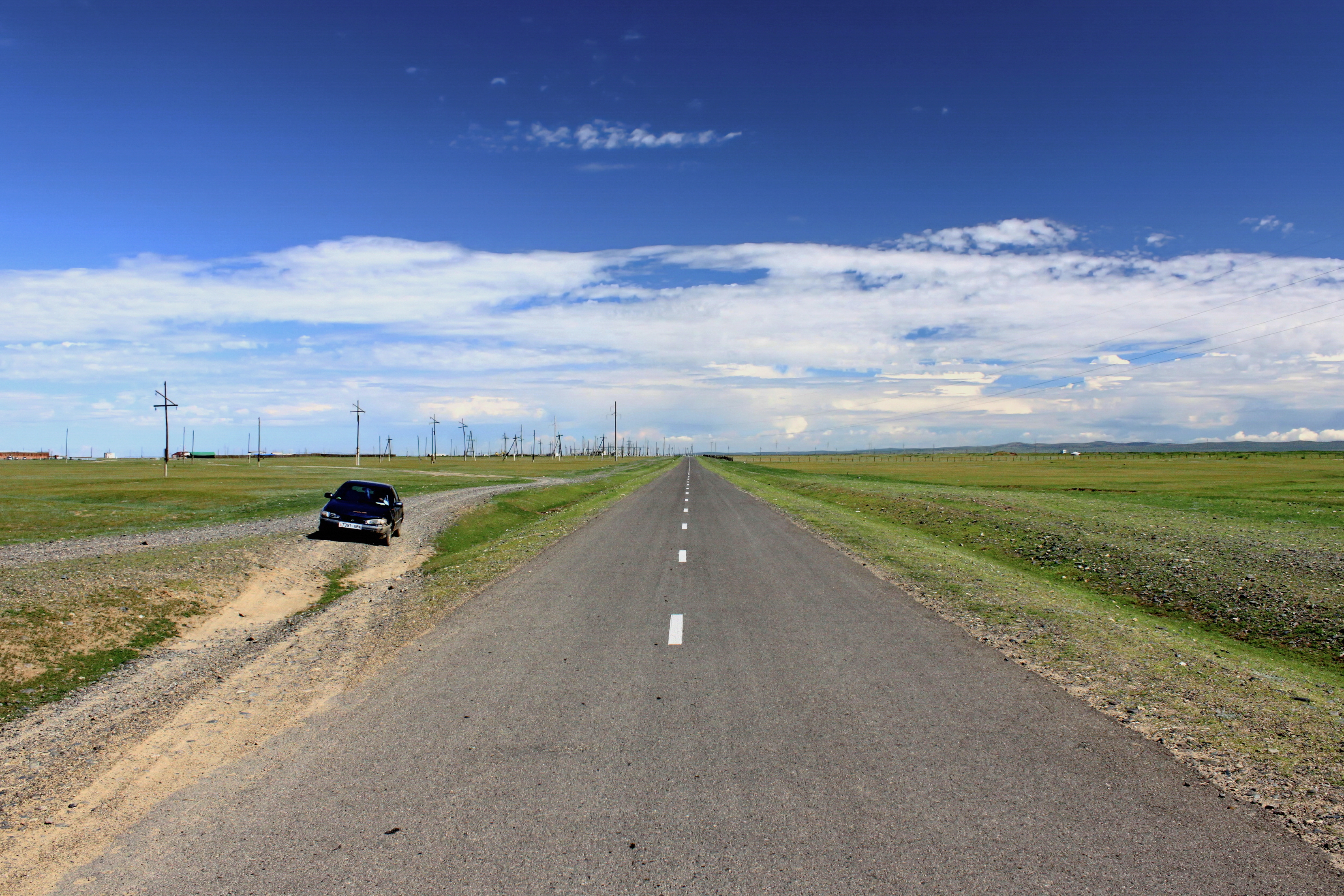
Út Harhorin mellett, az ország középső részén

## Telekommunikáció
| Hívójel prefix | JT-JV  |
| ITU zóna       | 32, 33 |
| CQ zóna        | 23     |

## Kultúra

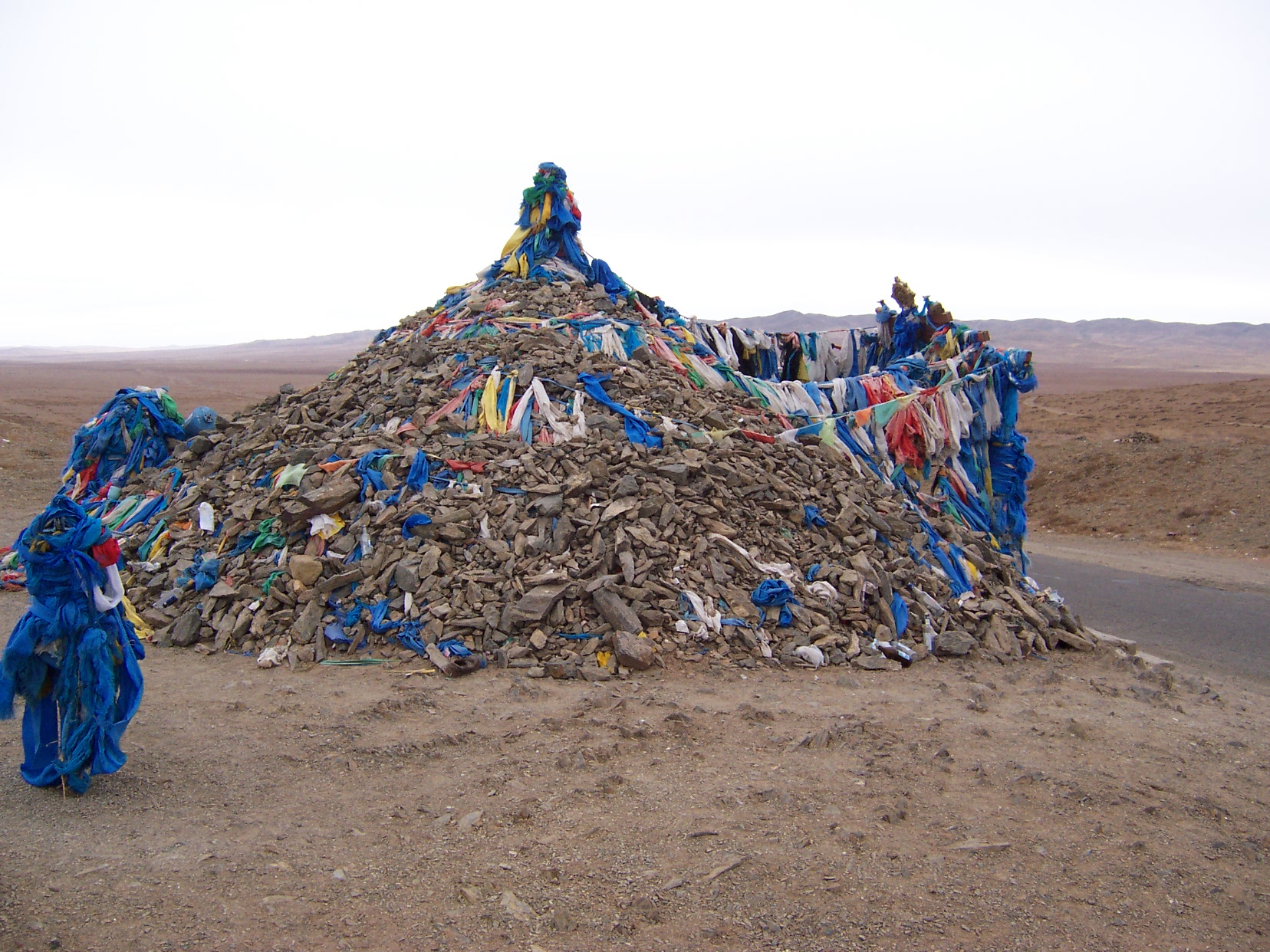
Obó (овоо), szent kőhalom a mongol sámánizmus rendszerében

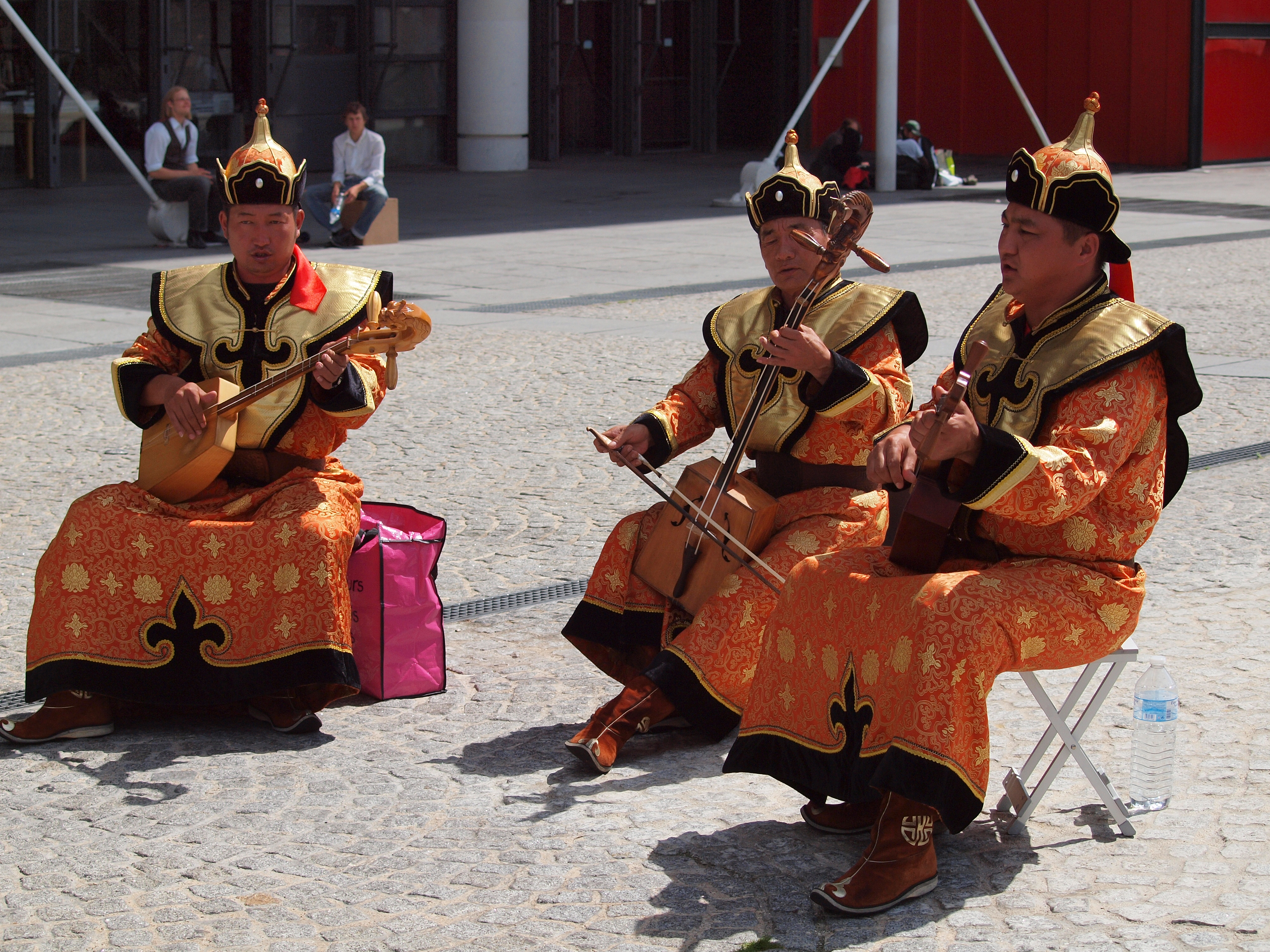
Mongol zenészek népviseletben Párizsban

Mongóliáról a legtöbb embernek a jurta, a nomádok hajléka jut eszébe, ami nem csoda, hiszen a mongol vidéki lakosság több mint fele még mindig ilyen sátorban lakik és ősei nagyállattartó életmódját folytatja.
A négy égtájat a korai mongolok színek szerint különböztették meg: a kelet kék, a dél vörös, az észak fekete és a nyugat fehér színű volt. A buddhizmus előtti korszakban a sámánok az északi, fekete oldalon tartották bálványaikat, valamint a nemzetiségi zászlót, az óvott meg az északról jövő rossz erőtől. A jurta tetőterén figyelik meg a mai napig a pásztorok az idő múlását, időszámításuk alapja a tizenkét állatjegy. Aszerint egy mongol óra két órának felel meg. A tizenkét állatöv egyébként is pontosan behatárolja a nomádok néhány szokását. A jurta ajtaját például délre, vagyis a ló oldalra tájolják. A lakatlan pusztaság veszélyt jelent az utazók számára, valószínűleg ezért alakult ki a messziről jött idegenek befogadásának szokása. A vidéken élő pásztorok között ezen ősi hagyományok ma is léteznek. A ritkán lakott vidékeken úgy tartják, hogy a váratlanul betoppanó vendég szerencsét hoz a jurta lakóira, ezért különösen tisztelettel bánnak vele.
A nomád népek vándorló életmódja során a költözködésnek különleges szokásrendszerét alakították ki. Különösen a Góbi száraz és félsivatagos részein élő pásztoroknak kell évente többször jurtáikkal, állataikkal együtt költözködniük a sovány legelők gyors kimerülése miatt. Amikor a kimerült területet el kell hagyniuk, akkor a család legidősebb férfitagjai megtanácskozzák, majd közösen eldöntik, hogy merre induljanak el, majd elzarándokolnak a közeli szent halomhoz és a helyi szellemektől áldást kérnek. Ha a pásztorokhoz közel kolostor van, akkor az asztrológus lámától tanácsot kérnek, hogy milyen irányba induljanak el. A láma ilyenkor megmondja, hogy a különböző állatjegyben születetteknek melyik a szerencsés irány.
Mongóliában még napjainkban is számos területet részesítenek különleges tiszteletben. Legtöbbjük forráshoz vagy sziklához, esetleg egy egész erdőséghez kötődik. Némelyik országos hírű, mások csak a helyiek által ismertek. A szent helyeket szent szalaggal, hadaggal jelölik meg, vagy a közelben obót (ovoo, овоо - szent kőhalom) emelnek. Ez utóbbit a két világ - földi és égi - közvetítőjének tartanak. A hegyen emelt obó azért bír nagy jelentőséggel, mert az közel van a mongolok ősi istenéhez, az Örökkévaló Kék Éghez. Sok család az év bizonyos időszakában, például költözés előtt és után, nagyobb események idején odamegy áldozatot bemutatni, ahol követ, ételt-italt, illetve pénzt helyeznek el. A férfiak obónál kötnek vértestvérséget. Ezek az obóban levő szellemi erőt erősítik. Szinte általános szokás az utazóknál, hogy az utak mellett felállított obók mellett megállnak, azt a nap járásával egyezően háromszor megkerülik, majd követ dobnak a halomra.
Hagyományos viseletük alig változott valamit az évszázadok alatt, ami igaz zenéjükre, énekükre is. Igazi különlegesség a mongol torokének, ami inkább hasonlít egy hangszerre, mint emberi hangra.
A szocialista időkben a szovjet kultúra gyakorolt meghatározó hatást az országra, napjaink fiatalabb nemzedékei már inkább a nyugati kultúra felé kacsintgatnak.

### Kulturális intézmények

#### Kulturális világörökség
Az UNESCO kulturális világörökséggé nyilvánította a Mongol-Altaji sziklarajzok együttesét és az Orhon-völgy kultúrtájat az Orhon folyó mentén.

### Gasztronómia
- Sós tejes tea
- Kumisz

## Turizmus
Időnktől függően érdemes hosszabb-rövidebb kirándulásokat tenni. Egy hétvégére a főváros melletti Dzunmod, Tereldzs ajánlott, amelyet 1 órányi autózással elérünk. Egy hosszú hétvégi túrába belefér egy gyors Góbi-túra Szajnsand érintésével. A vonatnak köszönhetően gyorsan megjárható az út és ott elég látnivaló is akad. Továbbá megismerhetünk a különleges Góbi világából is egy keveset.
Közép-Mongólia történelemben gazdag, de természetileg is kiváló terület, ezért ha lehet nézzük meg a tájait. A fővárostól viszonylag könnyen elérhető és a vidék látnivalókban gazdag. Egy ilyen túrát kb. 1 hét alatt tudunk megtenni.
A Góbi-sivatag egyes területei csak gyakorlott utazóknak ajánlott, de a turisták számára kiépített területek könnyen megközelíthetők. Az Altaj-hegység vonulatait a természetet kedvelőknek ajánlott meglátogatni. Érdemes kora tavasszal vagy ősszel menni, mert nyáron az alacsonyan fekvő területeken sok a bögöly és a szúnyog. A területet érdemes repülővel megközelíteni, mert autóval nagyon fárasztó az út.
Útiterv készítésekor mindig bőven számoljunk időt, mert a vidéki utakon könnyen tönkremehet a bérelt autó és akkor előfordulhat, hogy egy-két napot is kell állni.

## Sport

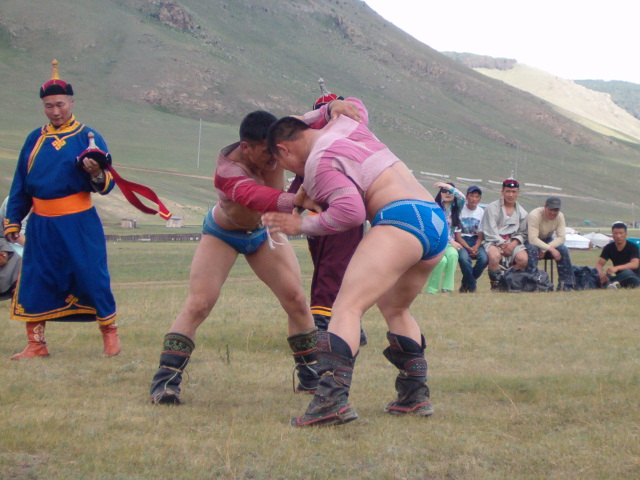
Birkózók a Nádam-fesztiválon

### Birkózás
A mongol férfiak legfőbb versenyszáma a hagyományos, szabadfogású mongol birkózás. A birkózásnak sajátos szabályrendszere alakult ki. A mérkőzés nincs időhöz kötve, továbbá nincs kialakított súlycsoport sem.

### Lovaglás
A mongolok szinte összenőttek kedvenc állatukkal, a lóval, így az egyik legkedveltebb szórakozásnak is a lóversenyeket tartják, ez az ünnepségek mindenkori fénypontja is.

### Íjászat
A mai és korabeli íjászat között nagy különbség mutatkozik. Régen a harcosok lóhátról nyilaztak és mozgó célpontra lőttek. Csak az íjászat sporttá szelídítése után kerültek elő a céltáblák és a versenyzők leszálltak a lóról.

## Ünnepek
| Dátum          |                | Név                         | Helyi név                                                                                       | Megjegyzés |
| -------------- | -------------- | --------------------------- | ----------------------------------------------------------------------------------------------- | --- |
| Január 1.      | Január 1.      | Újév                        | Шинэ жил (Sine dzsil)                                                                           | |
| Január-Február | Január-Február | Holdújév                    | Цагаан сар (Cagán szar)                                                                         | A mongolok minden évben megünneplik a holdhónap szerinti újévet, amelyet saját nyelvükön cagán szar-nak, azaz fehér hónapnak neveznek. |
| Március 8.     | Március 8.     | Nemzetközi nőnap            | Олон Улсын Эмэгтэйчүүдийн Баяр (Olon Ulszín Emegtejcsűdín Bajar), Мартын найман (Martín Najman) | |
| Június 1.      | Június 1.      | Anyák és gyerekek napja     | Эх үрсийн баяр (Eh ürszín bajar)                                                                | |
| Július         | Július         | Nádam                       | Наадам (Nádam)                                                                                  | A törzsön belüli viadalok, férfias erőpróbák eredete több évszázadra tekint vissza. Írásos feljegyzések Dzsingisz kánt tekintik az első hivatalos Nádam-verseny megalkotójának, aki azokat a népi játékokat emelte birodalmi rangra, amelyeket a háborúban is hasznosíthatott. |
| November       | November       | Dzsingisz kán születésnapja | Чингис хааны төрсөн өдөр (Dzsingisz hání törszön ödör)                                          | 2012-től |
| December 29.   | December 29.   | Függetlenség Napja          | Тусгаар Тогтнолын Өдөр (Tuszgár Togtnolín Ödör)                                                 | |

### Könyvek
- Lőrincz László: Mongólia története. Budapest: Gondolat. 1977.  ISBN 963 280 463 5

### Magyarul
- Mongólia.lap.hu (linkgyűjtemény)
- Arany Rolex, töltött ürge, menekülő hollandok (Index.hu, 2004. szeptember 25.)
- Végjáték a Nagy Népi Hurálban (Index.hu, 2006. január 12.)
- Újragondolták Mongólia régészeti történetét (történeti információk)
- Hogyan él ma Dzsingisz kán népe?
- Mongóliában élő magyarok fotóblogja
- Forbáth László: A megújhodott Mongólia (MEK)
- Egy Magyarországon élő mongol weboldala

### Más nyelveken
- www.mongolei.de (németül)
- Bank of Mongolia (valutaárfolyamok)
- Tartományi szintű térképek (www.legendtour.ru)